# B Plus
B Plus is een Belgische vereniging die opkomt voor de eenheid van België onder de vorm van een federale staat. De vereniging verzet zich tegen het (verder) uiteengroeien van Vlamingen, Walen, Franstaligen, Brusselaars, en Duitstalige Belgen. Het is geen politieke partij, maar noemt zichzelf een drukkingsgroep over alle partijgrenzen heen die onder meer ijvert voor:
- het toewijzen van een aantal geregionaliseerde bevoegdheden aan het Federaal Parlement van België
- een volwaardig gewest voor de Duitstalige Gemeenschap
- het instellen van een federale kieskring
- samenvallen van regionale en federale verkiezingen.

De organisatie betwist dat de huidige Vlaamse Beweging een louter democratisch doel heeft. De Vlaamse Beweging vinden ze een ontspoorde uitloper van een gerechtvaardigde, sociale (taal)strijd die ooit een breed draagvlak bij de bevolking had, en waarin ook enkele leden van B Plus hebben meegestreden.

## Geschiedenis
De vereniging werd in 1998 opgericht onder de bezielende leiding van oud-parlementslid Ludo Dierickx. Zij telt tegenwoordig een aantal politici zoals Willy Claes, Camille Paulus, Ludwig Vandenhove en Hervé Jamar. Ook Wilfried Martens en Freddy Willockx waren er lid van. Verder zijn een aantal personaliteiten uit de financiële wereld lid: baron Daniel Janssen, Pierre Chevalier en baron José van Dam; daarnaast een reeks figuren uit de culturele sector zoals Vitalski, Wim Helsen, barones Monika van Paemel en de Nederlander Benno Barnard; (ex-)journalisten: Walter Zinzen, Geert van Istendael en Luc Van der Kelen; mensen uit de sportwereld zoals Jacky Ickx; academici zoals Anne Morelli, Raymond Detrez en barones Sophie De Schaepdrijver. Ten slotte vermeldenswaardig is topambtenaar Rudy Aernoudt die met het boek Vlaanderen-Wallonie Je t'aime moi non plus het Warande-manifest trachtte te weerleggen.

## Prijzen
In 2023 reikte de jury van B Plus de prijs voor politieke moed uit aan Bruno De Wever en de Franse gemeenschapsminister Caroline Désir. De Wever werd geprezen vanwege zijn analyse van de totstandkoming van de Vlaamse canon en het tv-programma Het verhaal van Vlaanderen. "Hij beschouwt het als zijn taak om zich te verzetten tegen identiteiten die van bovenaf worden opgelegd.” Désir werd geprezen voor haar ijver om Nederlandse les te verplichten in de Franstalige scholen. "Dit toont haar wil om beide partijen niet uit elkaar te laten spelen", stelde de jury.

## Boeken
- Vlaanderen-Wallonie Je t'aime moi non plus (11/11/2006)
- Sociale zekerheid en nationale solidariteit (01/04/2005)
- Door God bij Europa verwekt (12/11/2003)
- Oui, une autre Belgique est possible (2010)

## Verwante verenigingen
- Coudenberggroep
- Paviagroep